# Phacophallus parumpunctatus
Phacophallus parumpunctatus är en skalbaggsart som först beskrevs av Leonard Gyllenhaal 1827.  Phacophallus parumpunctatus ingår i släktet Phacophallus och familjen kortvingar. Arten är reproducerande i Sverige. Inga underarter finns listade i Catalogue of Life.